# أرنو تورنانت
أرنو تورنانت (بالفرنسية: Arnaud Tournant) مواليد 5 أبريل 1978 في روبيه، هو دراج فرنسي في صنف سباق الدراجات على المضمار. شارك في دورة الألعاب الأولمبية الصيفية وفاز بعدة ميداليات أولمبية منها واحدة ذهبية في الألعاب الأولمبية الصيفية التي أقيمت في سيدني الأسترالية في سنة 2000.

## الميداليات
| الميدالية | المسابقة                       |
| --------- | ------------------------------ |
| ذهبية     | الألعاب الأولمبية الصيفية 2000 |
| فضية      | الألعاب الأولمبية الصيفية 2004 |
| فضية      | الألعاب الأولمبية الصيفية 2008 |
| برونزية   | الألعاب الأولمبية الصيفية 2004 |